# Dynastie Południowe i Północne
Dynastie Południowe i Północne (chiń. 南北朝; pinyin Nánběicháo; 420–589) – ostatni (po epoce Trzech Królestw, dynastii Jin i Szesnastu Królestwach) podokres ery politycznego podziału, jakiemu uległy Chiny po upadku dynastii Han. Charakteryzował się względnie stabilnym podziałem na dwa obszary (północny i południowy), na których następowały po sobie kolejne państwa. Jest to także okres dużego rozwoju kulturalnego, w szczególności wpływów buddyjskich. Zakończony w 589 roku, gdy kraj zjednoczyła dynastia Sui.

## Historia

### Południe

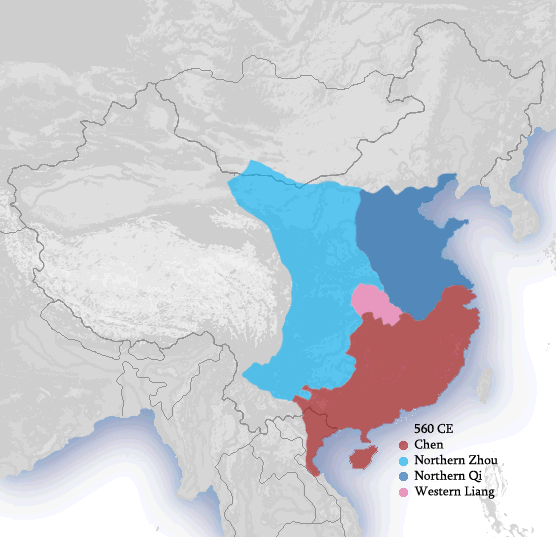
Tereny zajmowane w 560 roku przez państwa:
• Północne Zhou (jasnoniebieskie)
• Północne Qi (ciemnoniebieskie)
• Zachodnie Liang (różowe)
• Chen (brunatne)

Wschodnia dynastia Jin upadła w 420 roku, a po niej nastąpiły cztery stosunkowo krótkotrwałe dynastie, wszystkie rządzące z tej samej stolicy – Jiankangu (który był także stolicą wschodniej Jin, 317-420, stąd w literaturze mówi się czasem o "Cesarstwie Jiankang"). Ich rządy charakteryzowały się potęgą silnej arystokracji, która zmieniła biurokrację cesarską w system praktycznie dziedziczny i posiadała wielkie majątki ziemskie. Między nimi a dworem cesarskim istniało spore napięcie, bo założyciel pierwszej dynastii południowej, Liu Yu, był generałem niskiego rodu. On i kolejni władcy tego okresu byli żołnierzami i opierali swą władzę na zaciężnych armiach, a nie na stabilnej administracji. Władza cesarska była stosunkowo słaba i nie była w stanie zapobiec powstaniom ambitnych generałów, którzy ustanawiali kolejne dynastie, ale sami mieli następnie problem ze stabilizacją władzy i ustanowieniem efektywnej sukcesji.

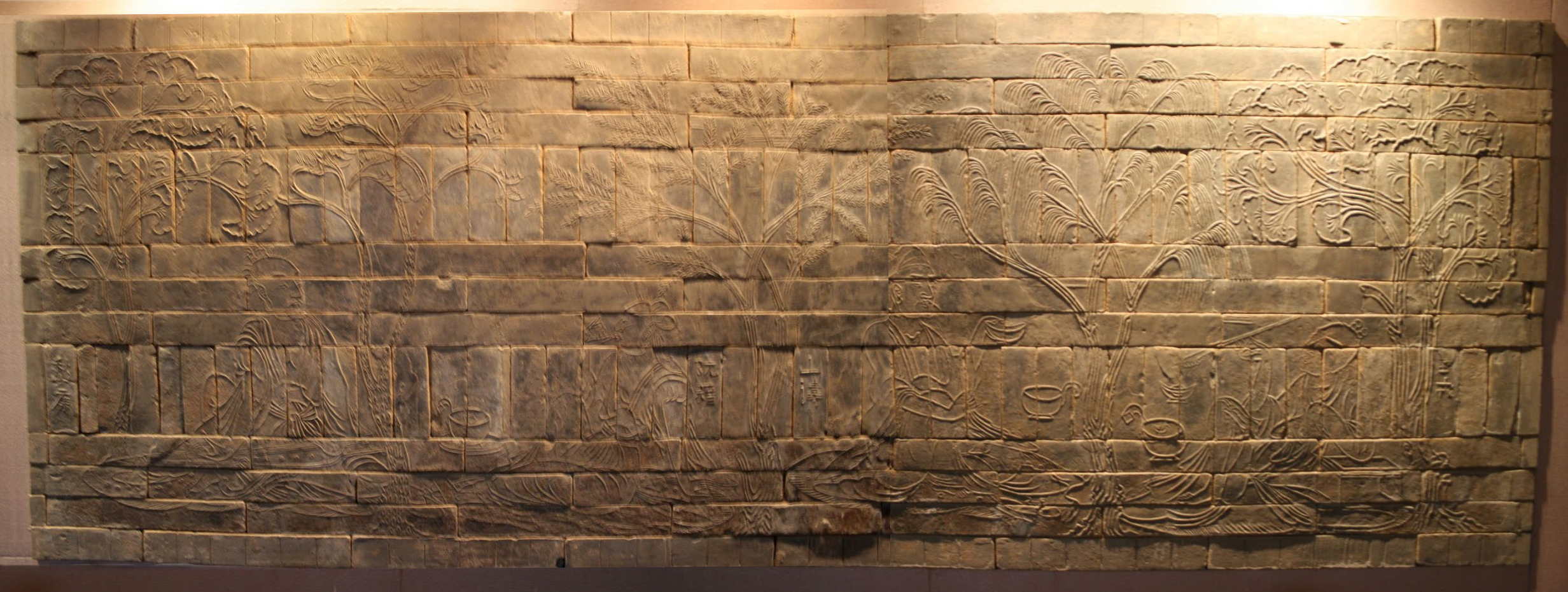
Mural ze zdobionych cegieł przedstawiający Siedmiu Mędrców z Bambusowego Gaju (fragment). Grobowiec w pobliżu Nankinu, druga połowa V wieku, obecnie w Muzeum Nankińskim

Założyciel dynastii Liu Song, Liu Yu (cesarz Wu (420-422), był generałem na dworze wschodniej dynastii Jin. Gdy dynastia ta upadała na skutek konfliktów z północnym państwem Wei i walk wewnętrznych, w kluczowym momencie przejął władzę wykorzystując kontrolowaną przez siebie armię. Po podbojach Liu Yu Cesarstwo Jiankang sięgało niemal południowych brzegów Huang He i miało swój największy zasięg terytorialny, przy populacji prawdopodobnie znacznie większej niż państwo Wei. Rządy syna Liu Yu, cesarza Wena (424-453), są uważane za pierwszy "złoty wiek" Jiankangu. Południe korzystało ze swojego ciepłego klimatu, długiego okresu wegetacji i obfitych opadów, co pozwalało na stworzenie wydajnego rolnictwa. Obszar ziem uprawnych powiększał się także dzięki programowi kolonizacji, który odbywał się w ramach procesu podporządkowywania sobie tubylczych plemion zamieszkujących interior Południa, nazywanych przez Chińczyków Man. W tym okresie pojawiły się także nowe uprawy, będące przedmiotem rosnącego handlu, w szczególności herbata. Handel rozwijał się dzięki łatwej komunikacji wzdłuż dorzecza Jangcy, przy czym te szlaki wodne w Syczuanie i dolinie rzeki Han łączyły się z jedwabnym szlakiem. Leżący na końcu tej biegnącej daleko w głąb Eurazji sieci handlowej Jiankang, jednocześnie będący ważnym portem dla handlu z Koreą i Japonią, w piątym i szóstym wieku stał się jednym z największych miast ówczesnego świata. W tym samym czasie na dalekim Południu Kanton stał się najważniejszym portem obsługującym handel z Azją Południowo-Wschodnią i basenem Oceanu Indyjskiego.

Pierścień z żadu z wyrzeźbionymi smokami. V w. Cleveland Museum of Art

Świadomy opozycji wielkich rodów Liu Yu starał się osłabić ich pozycję, ograniczając realną władzę kontrolowanych przez nie urzędów i powierzając ją niższym urzędnikom, rekrutowanym z gminu. Osłabienie pozycji arystokracji nie przełożyło się jednak na wzmocnienie władzy centrum. Ambitni książęta walczyli między sobą - w 453 następca tronu zamordował cesarza Wena i wywołał wojnę domową. Jej zwycięzca, Liu Jin, koronował się jako cesarz Xiaowu (454-465), ale po jego śmierci nastąpiła kolejna wojna w rodzinie. Następny konflikt po śmierci jego następcy, cesarza Minga (465-472), osłabił dynastię na tyle, że głównodowodzący jej armii, Xiao Daocheng, przejął w 479 władzę ustanawiając dynastię Qi.
Dynastia Qi panowała najkrócej z czterech dynastii na południu. Jej założyciel, Xiao Daocheng (cesarz Gao (479-482) był w podobnej sytuacji jak jego poprzednicy z Liu Song i dla wzmocnienia swej władzy stosował podobne środki. Rządy na prowincji powierzył książętom domu panującego, a przed zdradą książąt zabezpieczał się wysyłając swoich urzędników do ich kontroli. System ten jednak nie był efektywny. Dwadzieścia dwa lata rządów państwa Qi upłynęło pod znakiem wewnętrznych konfliktów i sporów. Ostatecznie, w 498, gdy cesarzem został Xiao Baojuan (499-501) równie słaby co podejrzliwy, splot spisków i egzekucji doprowadził do buntu jego kuzyna Xiao Yana, gubernatora prowincji Yong. Zgromadziwszy znaczne siły (30 tys. tylko samej piechoty, plus jazda) wszczął otwartą rebelię w roku 500 i dwa lata później zdobył stolicę, w której urzędnicy wcześniej zamordowali Xiao Baojuana.
Xiao Yan (cesarz Wu (502-548), który założył nową dynastię Liang, był władcą ekscentrycznym, ale dość skutecznym. Panował bardzo długo – 46 lat – co przyczyniło się do stabilności państwa. Był to prawdopodobnie najspokojniejszy i najbardziej pomyślny dla gospodarki czas w całym tym okresie, o czym świadczy powrót do gospodarki pieniężnej, po jej załamaniu się po upadku dynastii Han. W roku 523 cesarz posunął się nawet do płacenia pensji wyłącznie w pieniądzu wszystkim swoim urzędnikom. Zarówno cesarz Wen z dynastii Liu Song, jak i cesarz Wu z dynastii Liang, pretendowali do bycia uniwersalnymi buddyjskimi monarchami (czakrawartin), przy czym ten drugi przeszedł do historii jako największy cesarski patron buddyzmu w Chinach. To religijne zaangażowanie pozwoliło mu również na wzmocnienie swoich rządów, bowiem "ogłaszając się jednocześnie bodhisattwą i cesarzem, rościł sobie prawo do władzy zarówno nad mnichami, jak i świeckimi". Złoty wiek Jiankangu zakończył się nagle w wyniku buntu renegata z Północy, generała Hou Jinga, który w 552 zabił cesarza Wu.
Korzystając z późniejszego chaosu w 557 generał Chen Baxian (cesarz Wu (557-559) ustanowił kolejną dynastię południową – Chen. Podobnie jak poprzednicy, nie sprawował prawdziwie efektywnej kontroli nad prowincjami i musiał się godzić z tym, że de facto rządzili nimi lokalni magnaci, choć czynili to w jego imieniu. Jego władztwo było też ograniczone przez straty terytorialne na rzecz Północy, która skorzystała z rebelii Hou Jina (oprócz Syczuanu, państwa północne przejęły też doliny rzek Huai He i Han Shui). Oznaczało to, iż równowaga sił przechyliła się zdecydowanie na niekorzyść Południa i historia cesarstwa Jiankangu zmierzała do swojego końca.

### Północ

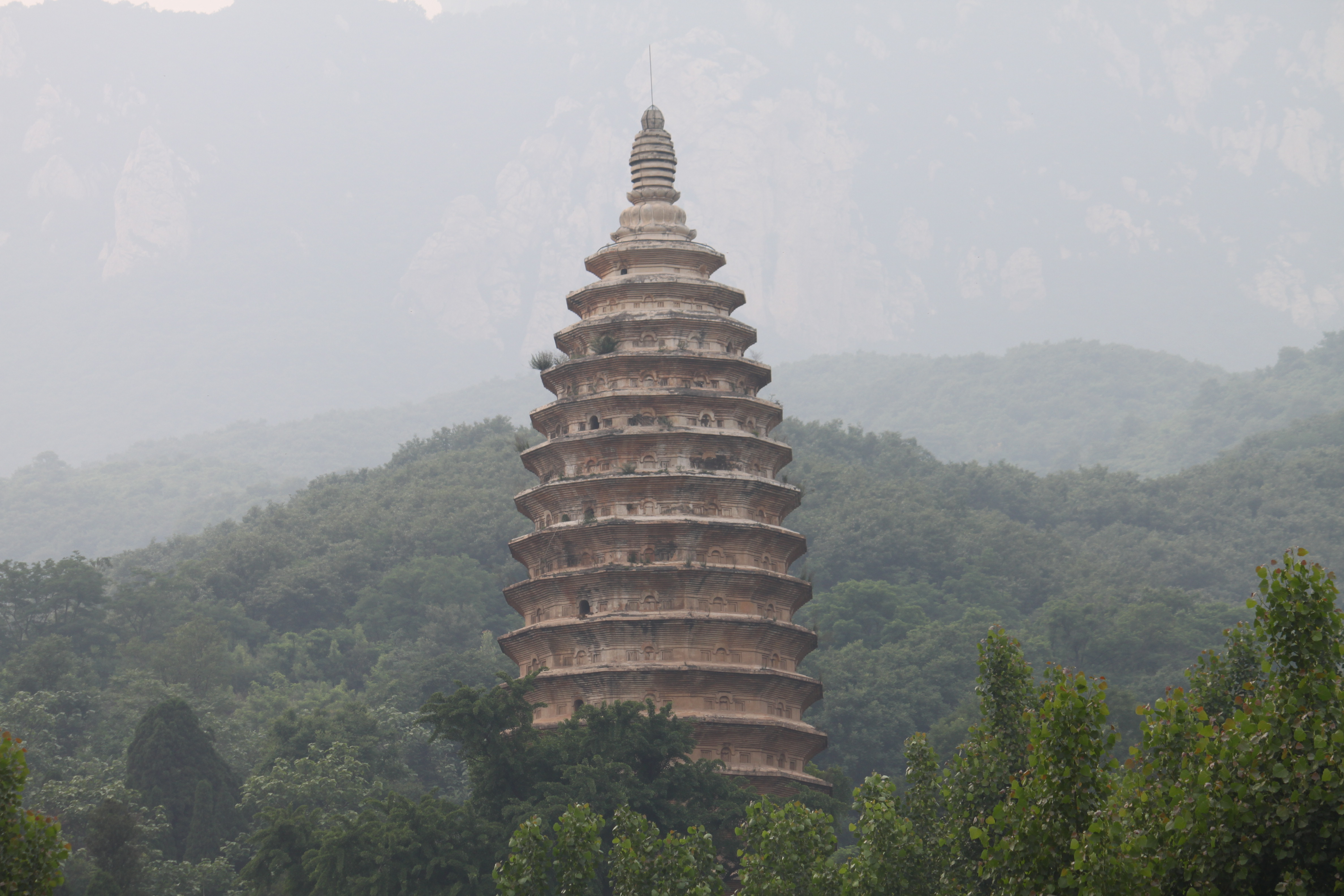
Pagoda Songyue zbudowana ok. 520 jest najstarszą zachowaną pagodą w Chinach

Na północy, w końcowym okresie Szesnastu Królestw, wiele państw walczyło o dominację. Ostatecznym zwycięzcą okazało się północne Wei, które zjednoczyło tereny na północ od Jangcy w 439 roku. Państwo to rządzone było przez plemię Tuoba, wywodzące się z ludu Xianbei (pierwotnie z południowej Mandżurii), jednak jego władcy umiejętnie wykorzystali chińskie instytucje i chińskich specjalistów do stworzenia silnego organizmu państwowego, o hybrydalnym charakterze.

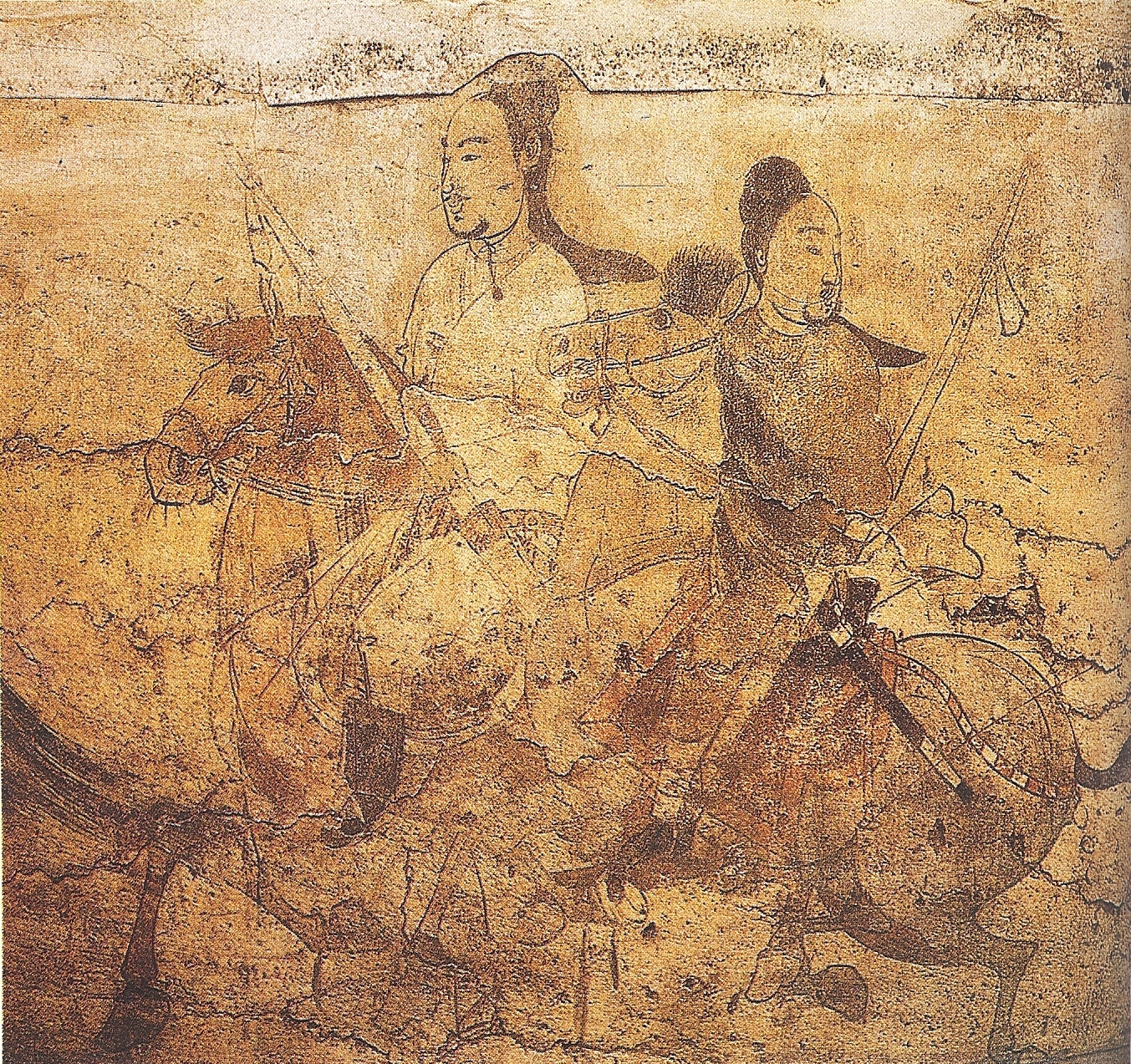
Scena przedstawiająca dwóch jeźdźców – malarstwo naścienne w grobowcu Lou Rui w Taiyuan, w prowincji Shanxi, z czasów północnej dynastii Qi (550–577). Muzeum Shanxi

Zjednoczenie północnych Chin było dziełem cesarza Taiwu (424-452), który osobiście stał na czele armii dokonujących kolejnych podbojów i hołdował dawnym zwyczajom Xianbei. Na jego dworze regularnie używano ich języka, czczono tengri i czasami używano tytułu kagana, chociaż wobec swoich chińskich poddanych władca występował jako oddający hołd Niebu cesarz. Taiwu przesiedlił do swojej stolicy, Pingchengu, wielu mieszkańców podbitych terytoriów, co sprawiło iż znalazła się w niej liczna populacja buddyjska. Cesarz był jednak nieufny wobec religii swoich niedawnych przeciwników i pod wpływem Kou Qianzhi, związanego z Drogą Niebiańskich Mistrzów, przyjął taoizm. W 444 rozpoczęto pierwsze wielkie prześladowania buddyzmu w historii Chin i zakończyły się one, wraz z projektem taoistycznej teokracji, dopiero wraz zamordowaniem Taiwu w 452. Chwilowy sukces Kou Qianzhi nie zmienia faktu, że w ramach taoizmu stara Szkoła Niebiańskich Mistrzów zaczęła tracić wpływy na rzecz nowych szkół Lingbao i Shangqing.
Za następców Taiwu buddyzm zaczął się cieszyć cesarskim poparciem, czego wymownym świadectwem była budowa świątyń skalnych w Yungang, przy czym wiele z powstałych tam posągów Buddy nosiło rysy cesarzy Wei, co było zgodne z oficjalną doktryną utożsamiającą ich z Buddą. Jednocześnie postępował proces sinizacji Tuoba. Pod koniec V wieku cesarz Xiaowen (471 - 499) przeniósł stolicę do Luoyangu, dawnej stolicy Hanów, nakazał używania na dworze chińskiego języka, strojów i ceremoniału oraz zaczął wspierać politykę integracji Chińczyków i Xianbei poprzez mieszane małżeństwa i wspólny system rang. To także za jego panowania wprowadzono istotną innowację w postaci tzw. „systemu równych pól” (jun tian), który miał gwarantować każdemu dostęp do własnej działki ziemi i zapobiec jej przechodzeniu w ręce wielkich obszarników. Ta instytucja została przejęta przez kolejne chińskie dynastie, aż do Tang włącznie. Z nowym zespołem świątyń skalnych i setkami buddyjskich przybytków w samym mieście Luoyang był „pierwszą prawdziwie buddyjską stolicą w Chinach”. Wojny z Jiankangiem w latach 450-451 i 466-469 przesunęły granice Wei bardziej na Południe i zapewniły cesarstwu pierwsze dobre porty na terenie Szantungu. Jednocześnie zdobyto przyczółki na wschodnim końcu Jedwabnego Szlaku w Gansu i na początku VI wieku Północ wydawała się przeważać ekonomicznie nad Południem, czego świadectwem był fenomenalny wzrost stworzonego w 493 od podstaw Luoyangu.
Reformy Xiaowena spotkały się z oporem wielu starych rodów Xianbei i w 523 doszło do rebelii wśród nadgranicznych "Sześciu Garnizonów". W wyniku walk toczących się w następnych latach cesarze Północnej dynastii Wei utracili realną władzę, później zaś w 535 cesarstwo rozpadło się na dwie części, Zachodnią dynastię Wei (535–554) i Wschodnią dynastię Wei (535-550). W obu tych państwach faktyczną władzę sprawowali wojskowi, w pierwszym Gao Huan, zaś w drugim Yuwen Tai, i w obu ich potomkowie ostatecznie zastąpili cesarzy z rodu Tuoba, zakładając odpowiednio Północną dynastię Qi (550-577) i Północną dynastię Zhou (557–581). Ta ostatnia, współpracując z południowym państwem Chen, w 575 uderzyła na północnego konkurenta, Qi, i dwa lata później zniszczyła i zajęła jego ziemie. W ten sposób doszło do ponownego zjednoczenia północnych Chin, ale sukces dynastii Zhou był krótkotrwały. W 581 władzę cesarską w Zhou zagarnął generał Yang Jian (cesarz Wen (581-604), który założył nową dynastię Sui. W 588 armie Sui zaatakowały Chen, by w następnym roku zdobyć Jiankang i zrównać go z ziemią, na powrót jednocząc Chiny.

## Kultura

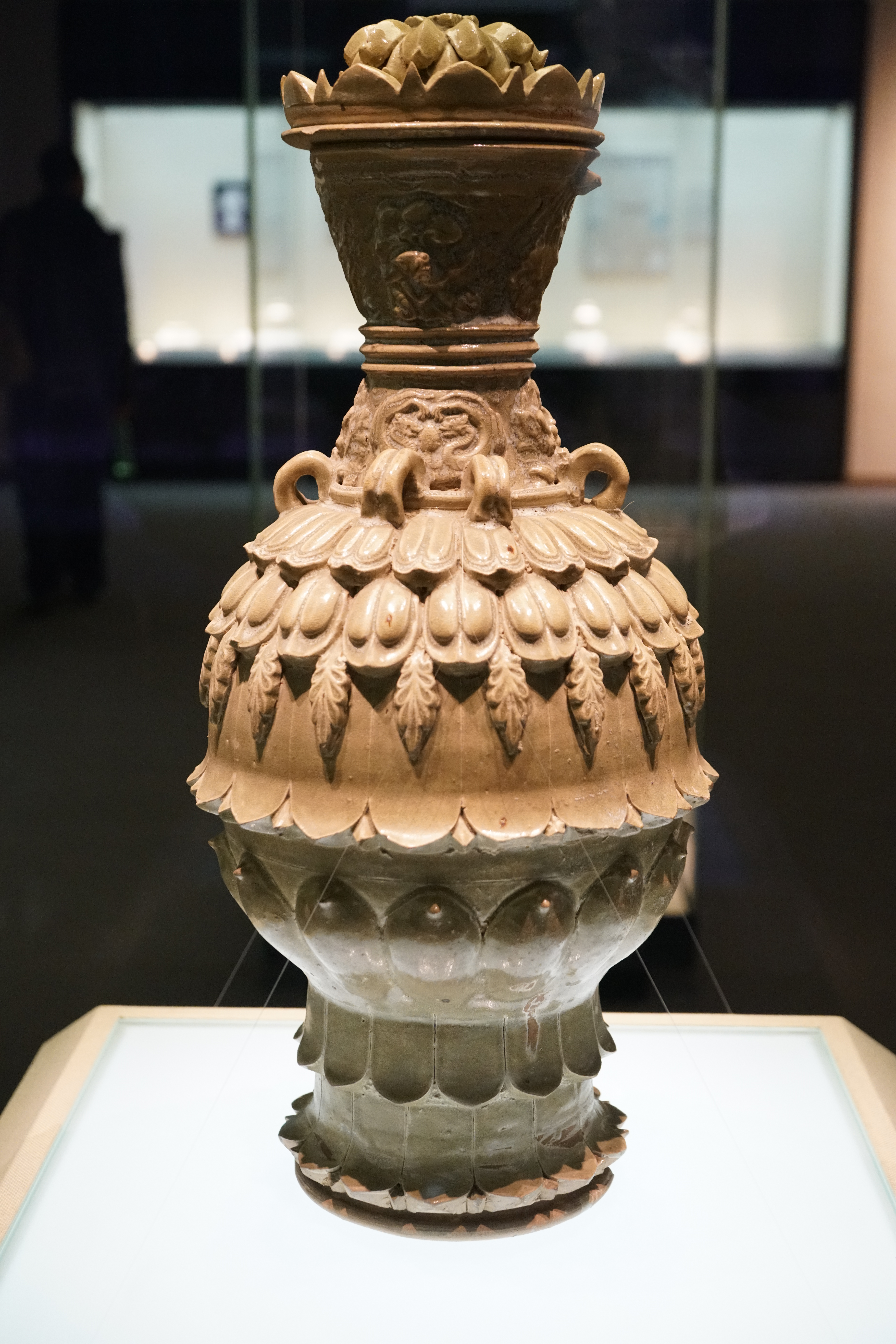
Celadon typu zun z wzorem lotusa z Grobowca rodziny Feng w powiecie Jing w prowincji Hebei. VI w. Muzeum Prowincji Hebei

Aczkolwiek czasem określa się okres podziału po upadku dynastii Han mianem chińskiego „średniowiecza”, nie należy doszukiwać się zbyt wielkich analogii do Europy po upadku Cesarstwa Zachodniorzymskiego. Najważniejszą różnicą było to, że chińskie elity (czy to z Północy czy z Południa) nie utraciły umiejętności czytania i pisania i zachowały dużo większą świadomość historycznej ciągłości z dawnymi dynastiami chińskimi. Podział i destabilizacja polityczna przyniosła też uboczny, ale korzystny skutek, jakim była większa swoboda uczonych, niezwiązanych z instytucjami polityczno-państwowymi, oraz szerszą wymianę myśli, tak w Chinach, jak i na zewnątrz (szczególnie istotny był kontakt z wysoko rozwiniętą kulturą Indii). 
Konflikty i podziały powodowały konieczność legitymizacji nowych dynastii, której często poszukiwano w odwołaniach do starożytnych nazw (przykładowo północna dynastia Zhou odwoływała się do wcześniejszej dynastii Zhou), jak i w studiowaniu ksiąg starożytnych, z których np. czerpano terminologię stanowisk hierarchii urzędniczej. W związku z powyższym największą część piśmiennictwa tego okresu stanowiła historiografia - to wtedy Fan Ye (zm. 445) skompilował Księgę Późniejszych Hanów, Shen Yue (zm. 513) Księgę Songów, zaś Wei Shou (zm. 572) Księgę Wei. To również z tego okresu pochodzi szczegółowy komentarz do Kroniki Trzech Królestw autorstwa Pei Songzhi (zm. 451)
Ówczesne studia nie były jednak zwrócone wyłącznie ku przeszłości, uczeni reagowali też na nowe wyzwania – przykładowo, wobec rozpowszechniania się buddyzmu pojawiła się konieczność zapisywania sanskrytu. Próby dopasowania chińskiego pisma do tego zupełnie obcego języka pośrednio doprowadziły do pogłębionych studiów nad fonetyką języka chińskiego i analizy jego struktury tonalnej, co pozwoliło na sformułowanie nowych reguł tworzenia poezji, stojących za jej rozkwitem w epoce Tang. Zainteresowanie dawnym piśmiennictwem doprowadziło również do ułożenia Wen Xuan, najstarszej zachowanej antologii literatury chińskiej, oraz stworzenia przez Liu Xie podstaw chińskiej teorii literatury w dziele Umysł literacki i rzeźbienie smoków. Północ nie miała tak bogatej tradycji literackiej jak Południe, to jednak tam powstał najsłynniejszy utwór yuefu, Ballada o Mulan, i najważniejsze dzieło geograficzne okresu, Komentarz do Księgi Wód Li Daoyuana, w którym system rzeczny został użyty jako klucz do organizacji utworu.

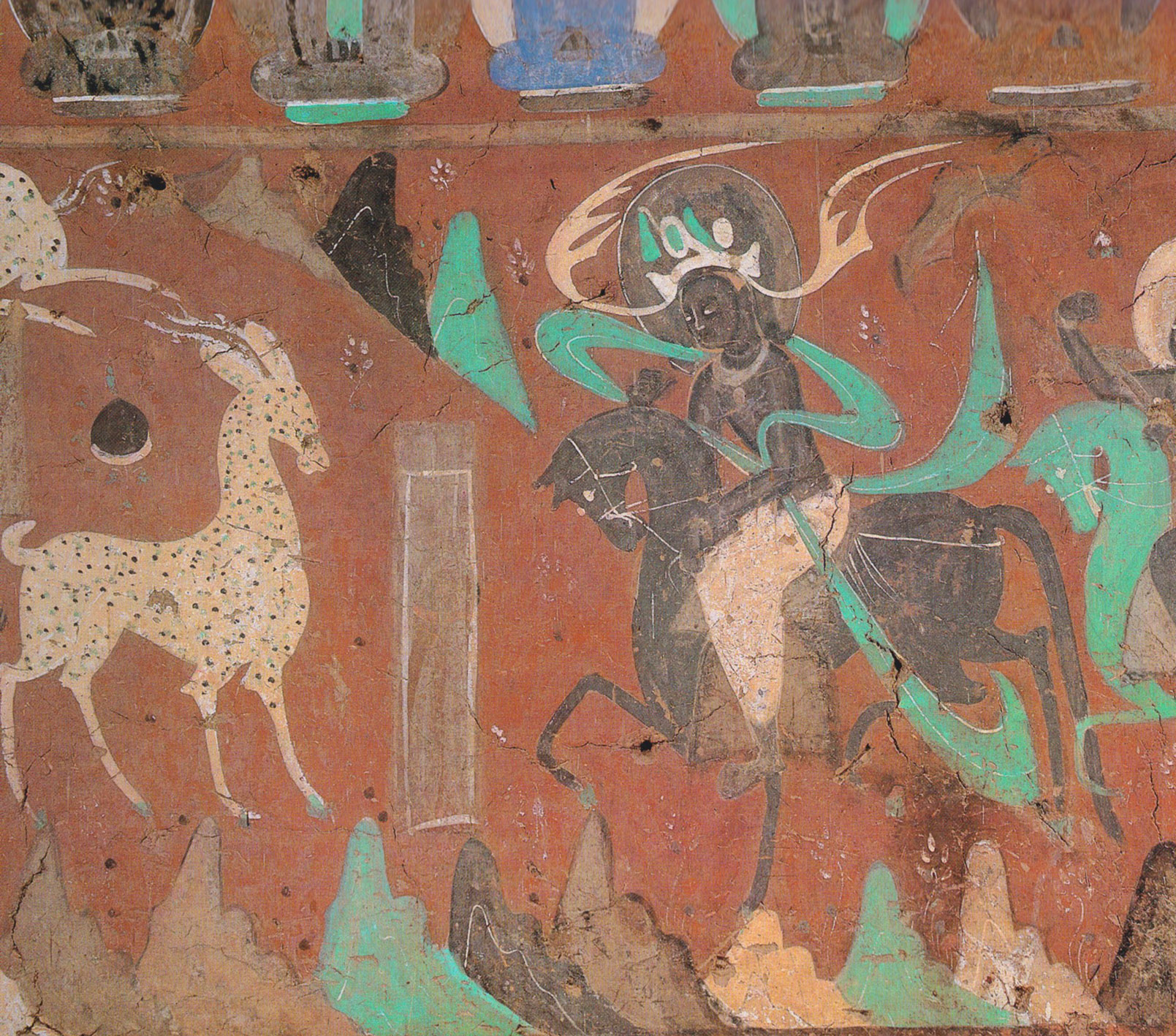
Mural z groty nr 257 w Mogao, ilustrujący dźatakę opowiadającą o wcieleniu Buddy w jelenia
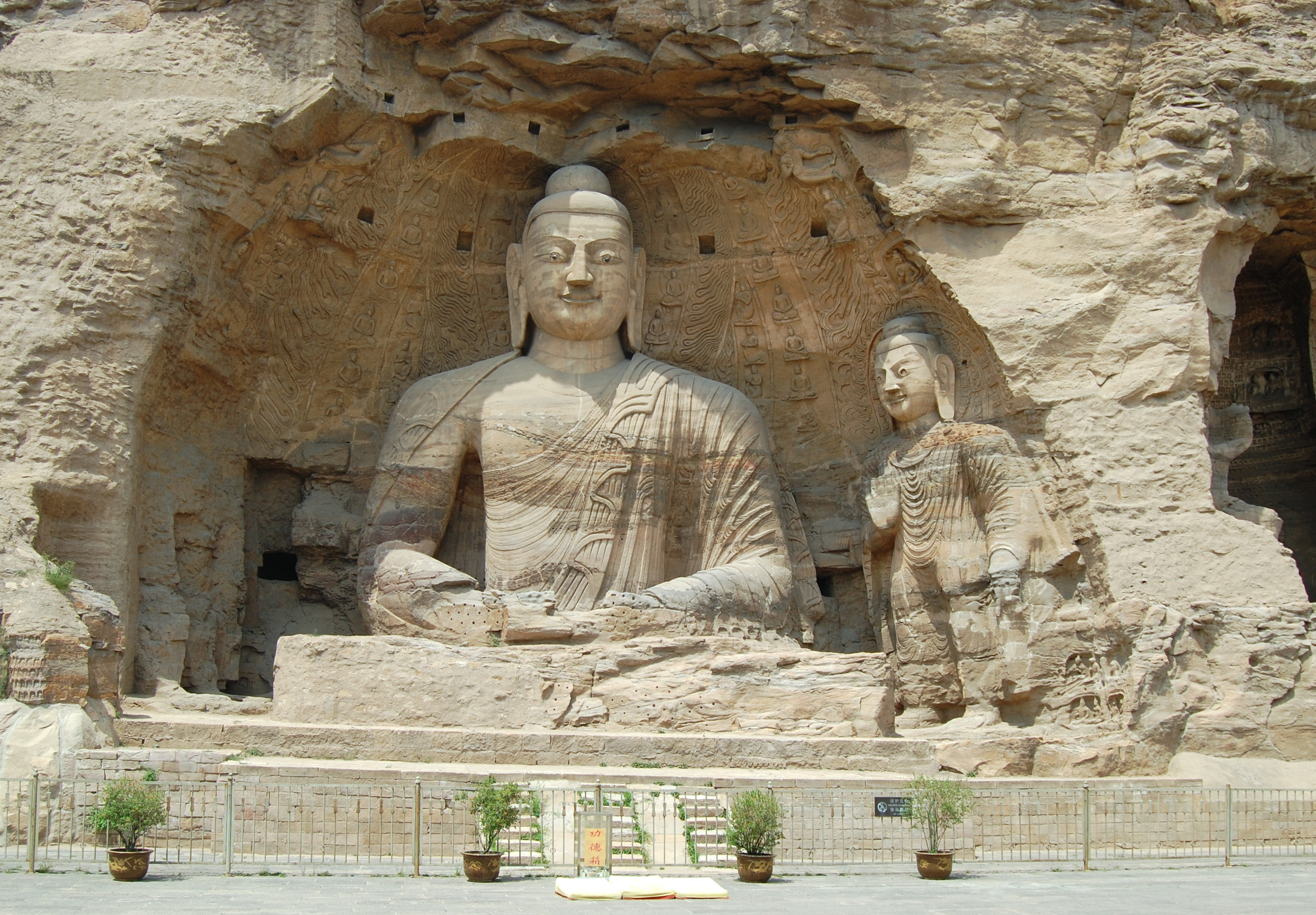
Wielki Budda Siakjamuni z mniejszym Buddą medycyny w grocie nr 20 w Yungang
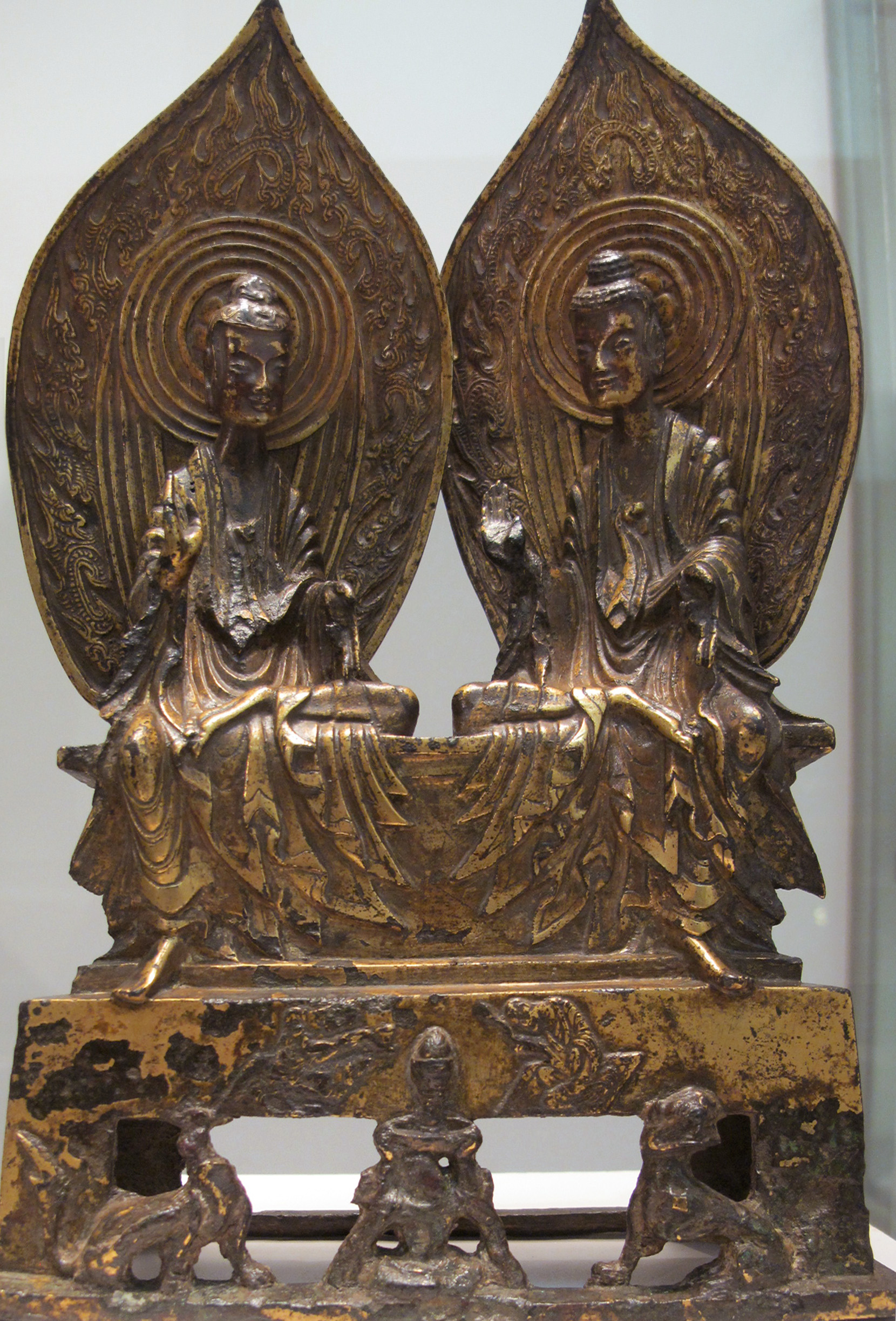
Budda Siakjamuni i Budda Prabhutaratna. Północna dynastia Wei, 518. Musée Guimet
Figurka grobowa konia. Północna dynastia Wei, ok. 525. Cleveland Museum of Art